# Symphonie no 15 de Mozart
Pour les articles homonymes, voir Symphonie no 15.
La Symphonie no 15 en sol majeur KV 124 est une symphonie de jeunesse de Mozart, composée en janvier 1772.

## Instrumentation
| Instrumentation de la symphonie no 15                                          |
| Cordes                                                                         |
| premiers violons, seconds violons, altos, violoncelles, contrebasses, continuo |
| Bois                                                                           |
| 2 hautbois, 1 basson                                                           |
| Cuivres                                                                        |
| 2 cors en sol                                                                  |

## Structure
Elle comporte quatre mouvements :
1. Allegro, en sol majeur, à 
, 111 mesures, 2 sections répétées 2 fois (mesures 1 à 36 et mesures 37 à 111)
2. Andante, en ut majeur, à 
, 56 mesures, 2 sections répétées 2 fois (mesures 1 à 24 et mesures 25 à 56)
3. Menuet - Trio, en sol majeur, trio en ré majeur, à 
, 28+24 mesures
4. Presto, en sol majeur, à 
, 141 mesures, 2 sections répétées 2 fois (mesures 1 à 20 et mesures 21 à 44)

Durée : environ 16 minutes

Introduction de l'Allegro :
La lecture audio n'est pas prise en charge dans votre navigateur. Vous pouvez télécharger le fichier audio.
Introduction de l'Andante :
La lecture audio n'est pas prise en charge dans votre navigateur. Vous pouvez télécharger le fichier audio.
Première reprise du Menuetto :
La lecture audio n'est pas prise en charge dans votre navigateur. Vous pouvez télécharger le fichier audio.
Première reprise du Trio :
La lecture audio n'est pas prise en charge dans votre navigateur. Vous pouvez télécharger le fichier audio.
Introduction du Presto :
La lecture audio n'est pas prise en charge dans votre navigateur. Vous pouvez télécharger le fichier audio.